# 自己言及のパラドックス
哲学および論理学における自己言及のパラドックス（じこげんきゅうのパラドックス）または嘘つきのパラドックスとは、「この文は偽である」という構造の文を指し、自己を含めて言及しようとすると発生するパラドックスのことである。この文に古典的な二値の真理値をあてはめようとすると矛盾が生じる（パラドックス参照）。
「この文は偽である」が真なら、それは偽だということになり、偽ならばその内容は真ということになり……というように無限に連鎖する。同様に「この文は偽である」が偽なら、それは真ということになり、真ならば内容から偽ということになり……と、この場合も無限に連鎖する。

## 歴史
嘘つきのパラドックスの一例として、エピメニデスのパラドックス（紀元前600年ごろ）が示された。エピメニデスは伝説的哲学者でクレタ島出身（クレタ人）とされており、「クレタ人はいつも嘘をつく」と言ったとされている。この言葉の出典は、新約聖書中の「テトスへの手紙」（1章12-15節）である。
クレタ人であるエピメニデスが「クレタ人はいつも嘘をつく」と言った場合、クレタ人が本当にいつも嘘をつくなら、彼のこの言葉も嘘となり、クレタ人はいつも嘘をつかないことになってしまう、というのがエピメニデスのパラドックスである。
実際に最初から「嘘つきのパラドックス」として考案された最古のものは、紀元前4世紀の古代ギリシアの哲学者ミレトスのエウブリデスが考案したものとされている。エウブリデスは「ある人は自分が嘘をついていると言う。さて、彼は本当のことを言っているか、それとも嘘をついているか？」と言ったという。
ヒエロニムスはこのパラドックスについて、説教で論じたことがある。その前提として旧約聖書の詩篇116:11に「Every man is a liar」という言葉がある。
ただしこの説話も、構造上はエピメニデスのパラドックスに等しく、嘘つきのパラドックスとしては成立していない。「嘘つき (liar)」を「よく嘘をつく人」という程度に解釈するなら、ダビデは必ずしも嘘だけを言う必要はないので矛盾は生じないし、仮に「嘘つき」を「常に嘘しか言わない人」と定義しても、「全ての人は常に嘘しか言わない」が偽である場合に必ずしも「全ての人は常に真実しか言わない」とはならないため（誤った二分法）、ダビデの言葉が虚偽となっても矛盾は生じない。（例えば、「常に嘘しか言わない人もいるが、そうでない人もいる」や「全ての人は時として嘘をつくが、真実を言うこともある」等の場合、ダビデの言葉は虚偽となるがパラドックスではない）
厳密な意味での嘘つきのパラドックスは、上述したエウブリデスが考案したものとなる。

## パラドックスの詳細と派生
嘘つきのパラドックスの問題は、真理と虚偽に関する一般通念を適用すると矛盾が導かれる点である。文法や意味論の上では規則を守りつつ、真理値を割り当てられない文を構築することができる。
このパラドックスの最も単純な文は次の通りである。
- この文は偽である。(A)

(A) が真だとすると、そこで表明されていることは全て真でなければならない。しかし、(A) はそれ自身が間違っている（偽である）と表明しているので、それは偽のはずである。これを真とする仮説を立てると、それが偽だという矛盾が生じる。同様に偽とする仮説を立てても矛盾を生じる。この文を偽だとすると、そこで言っている内容は真ではないということになる。すると、それは真だということになる。どちらの仮説を採用しても、(A) は真でありかつ偽であるという結論に至る。
しかし、この文を真とすると偽だということになり、偽とすると真だということになることから、「真でも偽でもない」と結論することもある。このようにこのパラドックスに反応することは、真理と虚偽についての一般通念である「全ての文は二値原理に従う」を否定することであり、それは排中律とも関連する概念である。
この文が真でも偽でもないという場合、次の強化されたパラドックスではどうだろうか。
- この文は真ではない。(B)

(B)を真でも偽でもないとするなら、真でも偽でもない中間があるということになり、(B) は真ではないということになる。するとそれはまさしく (B) が主張している内容であり、(B) は真だということになり、結局パラドックスが生じる。
(A) のパラドックスに対するもう一つの反応として、グレアム・プリーストのように矛盾許容論理を仮定し、真であり同時に偽であるとする考え方もある。しかし、次のように変形すると矛盾許容論理を仮定してもパラドックスから逃れられない。
- この文は偽のみである（つまり、同時に真ということはない）。(C)

(C) を真であり同時に偽であるとすると、それは偽でなければならなくなる。つまり (C) は偽のみであると表明しているが、それは真ではありえないということであり、結局パラドックスを生じる。
複数の文で構成した版もあり、単純な論証形式となっている。次は2つの文で構成した版である。
- 次の文は真である。(D1)
- 前の文は偽である。(D2)

(D1) を真だとすると、(D2) が真だということになる。すると (D1) は偽ということになり、結果として (D2) も偽となる。すると今度は (D1) が真だということになり……というように無限に続き、パラドックスを生じる。
このような形式は相互に言及しあう複数の文を円環状に配することで（つまり、最後の文は最初の文の真偽を述べる）いくらでもバリエーションを生み出せる。次の例は奇数個の文を使ったもので、それぞれ次の文が偽だと表明する。
- D2 は偽である。(D1)
- D3 は偽である。(D2)
- D1 は偽である。(D3)

(D1) が真だとすると、(D2) は偽ということになる。すると (D3) は真となり、結果として (D1) は偽となって、矛盾が生じる。逆に (D1) を偽だとすると、(D2) は真ということになり、(D3) は偽となって、結局 (D1) は真となって、やはり矛盾が生じる。つまり、パラドックスである。
なお、スティーブン・ヤブロは、無限個の文によりヤブロのパラドックスが生じることを示した。
任意の自然数nについて、Dnを以下のように定義する。
- n < m なる Dm は偽である。(Dn)

### 集合論におけるパラドックス (ラッセルのパラドックス)
集合論における典型的なパラドックスは次のようなものである。これは特に、バートランド・ラッセルが議論の対象としたことで知られる（ラッセルは述語論理における同様のパラドックスについても議論している）。
まず、様々な集合を2種類に分類する。ひとつは、自分自身を要素として含むような集合で、もうひとつは、自分自身を要素として含まないような集合である。
次に、その分類で、後者に分類されるもの全てからなるような集合を想定する。つまり、この集合は、「自分自身を要素として含まないような集合の集合」ということになる。（便宜上この集合を A とする。）
このような集合 A は、果たして「自分自身を要素として含まないような集合」のひとつであるかを考えてみると、もしも自分自身を要素として含まないのであれば、 A には A が含まれないということを意味する。ところが、 A は定義により、自分自身を要素として含まない集合全てを含むはずなので、 A には A 自身が含まれていなければならないはずである。ところが、もしも A に A 自身が含まれているとすると、それは A が自分自身を含む集合の一種であるから、 A の一要素として含まれていてはいけないことになる。
以上のように、この集合は自己言及のパラドックスを引き起こすことになる。

### 土地台帳法
日本の土地台帳法（昭和22年法律第30号、1960年（昭和35年）4月1日廃止）は、第1条第1項で「この法律の施行地にある土地については、その状況を明確にするため、この法律の定めるところにより、土地台帳に必要な事項の登録を行う。」と規定し、第44条で「この法律は、国有地には、これを適用しない。」と規定していた。第44条が自己言及をしているため、国有地は土地台帳に登録すべきか否かに論理的な疑義がないではない。すなわち、国有地を土地台帳に登録しないことにすると、土地台帳法第44条の規定を国有地に適用したことになるので、土地台帳法第44条の規定に違反することになる。
なお、土地台帳法の第44条は地租法（昭和6年法律第28号、1947年（昭和22年）4月1日廃止）第88条の「本法ハ国有地ニ之ヲ適用セズ」という規定を引き継いだもので、地租法にも同様の矛盾がある。

### パラドックスでないもの
ところで自己言及によって必ずパラドックスが起きるというわけではない。
例えば、
- 「この文章は正しい」
- 「自分自身を要素として含む全ての集合の集合」

は矛盾を引き起こさない。
パラドックスを引き起こすためには、自己言及とともに真偽の反転が必要である。相対主義のパラドックスにおいても相対主義の主張が絶対主義的であると考えられるが故にパラドックスを引き起こすわけである。
また全ての自己矛盾のあるように見える文が嘘つきのパラドックスというわけではない。必須な要素として自己言及と矛盾した意味論もあるが、同時に相互排他的な2種類の結果もある。「私はいつも嘘をつく」という文は嘘つきのパラドックスの一種と思われがちだが、実際には逆説的ではない。この文は単なる嘘であり、その言葉を発した者が時には嘘をついて時には本当のことを言うと解釈すれば、全く矛盾は生じない（一方「今、私は嘘をついている」はそれとは異なる）。この文をパラドックスだと解釈することは、その話者がいつも嘘をつくか、それともいつも本当のことを言うかという誤った二分法に起因しており、その話者が嘘をつくこともあれば本当のこと言うこともあるという可能性を排除することになる。
「私は正直者だ」という文は、それを書いた人間が正直者でも嘘つきでも矛盾は起きないが、この文の意味の真偽はパラドクスの場合と同様に不明となる。

## 様々な解決案

### 言語階層
「文章に言及する文章」を矛盾無く取り扱うには「この文は間違っている」という文章をうまく排除する必要がある。「この文は間違っている」という文章を回避する方法として、言語に階層をいれる、というものがある。すなわち、言語に「レベル0の文章」、「レベル1の文章」…を以下のように作る。
- レベル0の文章：（自己言及や他己言及を含まない）「普通の」文章。
- レベル1の文章：レベル0の文章について言及している文章。
- レベル2の文章：レベル1の文章について言及している文章。
- レベルi+1の文章：レベルiの文章について言及している文章。

そしてこのようにレベルづけできる文章だけを（矛盾が生じる危険がないので）取り扱う事にし、その他の文章を扱うのを諦める。
したがって、
- レベル0の文章の中には偽のものがある。
- レベル0の文章に言及している文書はレベル1である。
- レベル0の文章は、全て10文字以下である。

（いずれもレベル1）
のようなものは扱う事ができる（ただし、扱う事ができるからといって、真であるとは限らない。上記の例で実際 3 番目の例は扱う事ができるが偽である）。
一方「この文は間違っている」は排除される。実際この方法だと「この文は間違っている」という文章にはレベルづけできない。A = 「この文は間違っている」 として、仮に A のレベルが i であるとすると、 A は「この文（←レベル i ）は間違っている」とレベル i の文章に言及した文章でもあるので、 A のレベルは i+1 であってレベル i ではないことになり、矛盾する。

### アルフレト・タルスキ
アルフレト・タルスキは、「意味論的に閉じた」言語でのみこのパラドックスが生じるとした。それは一つの文が別の文（またはそれ自身）の真実性（または虚偽性）を述べることができる言語である。自己矛盾を防ぐには、真理値を論じる際に言語のレベルを想定する必要があり、それぞれのレベルはより低いレベルの言語について真実性（または虚偽性）を述べることができるとする。従ってある文が別の文の真理値について述べている場合、その文は意味論的に高いレベルにある。そこで言及されている文は「対象言語」の一部であり、言及している文はその対象言語の「メタ言語」の一部と見なされる。「言語」の意味論的階層において高い方の文が低い方の分に言及することは正当だが、逆はそうではない。このようにすることで自己言及となることを防止できる。

### アーサー・プライアー
アーサー・プライアーは、嘘つきのパラドックスには逆説的なところは何もないとした。彼は、全ての文は暗黙のうちにそれ自身の真実性を表明しているとした（彼はこの考え方をチャールズ・サンダース・パースとジャン・ビュリダンに帰している）。従って例えば「2足す2は4であるは真だ」という文は「2足す2は4である」という文以上の情報を全く含んでいない。つまり「…は真である」はあらゆる文に常に暗黙のうちに付属している。嘘つきのパラドックスの自己言及的要素において、「…は真である」は「この文全体は真であり、かつ…である」と言い換えられる。
従って、次の2つの文は等価である。
- この文は偽である。
- この文は真であり、かつこの文は偽である。

後者は「Aであり、かつAでない」という単純な矛盾であり、偽である。従ってこの2文節の嘘つきのパラドックスは偽であって矛盾を生じないので、パラドックスは存在しないことになる。Eugene Mills および Neil Lefebvre と Melissa Schelein も同様の結論を提示している。
しかし第一の連言肢が「この文は真である」となっている連言形の文は命題論理の標準規則、特に連言除去の規則（連言形の文からは、任意の連言肢が導かれる）に反している。従って、「この文は真であり、かつこの文は偽である」からは「この文は偽である」が導かれ、結局逆説的な（連言形でない）文が再び得られることになる。プライアの試みは全く新たな命題論理の体系を必要とするか、あるいは「この文は真であり、かつこの文は偽である」の「かつ」は連言除去が適用されない特殊な論理積だと解釈する必要があるように思われる。つまりプライアの論を認めるには、少なくともこの新たな種類の「かつ」を扱えるように命題論理を拡張する必要がある。

### ソール・クリプキ
ソール・クリプキは、ある文が逆説的か否かは、経験的事実に依存すると主張した。鈴木氏が佐藤氏について次のことだけを言ったとする。
- 佐藤氏が私について言っていることのほとんどは間違っている（偽である）。

そして、佐藤氏は鈴木氏について次の3つのことだけを言っているとする。
- 鈴木氏は浪費家だ。
- 鈴木氏は犯罪に対して寛大である。
- 鈴木氏が私について言っていることは全て正しい（真である）。

鈴木氏が本当は浪費家だが、犯罪に対して寛大ではない場合、鈴木氏が佐藤氏について言っていることと佐藤氏の最後の文の間でパラドックスが生じる。
クリプキはこれについて次のような解決策を提案した。ある文の真理値が最終的にこの世界で評価可能な事実と結びついているなら、その文は「根拠がある (grounded)」。そうでない場合、その文は「根拠がない (ungrounded)」。根拠がない文には真理値がない。嘘つきのパラドックスなどの自己言及のパラドックスの文は「根拠がない」ため、真理値も決定できないとした。

### バーワイズとエチェメンディ
ジョン・バーワイズ（英: Jon Barwise）とジョン・エチェメンディは、（強化した）嘘つきのパラドックスの文は曖昧だと主張した。彼らは、"denial" と "negation" を区別した上でそのように結論付けた。「この文は真ではない」が「この文が真だということは事実ではない」という意味なら、それ自身を否定 (denial) していることになる。また、「この文は真実ではない」という意味なら、それ自身を取り消し (negation) していることになる。彼らはさらに状況意味論に基づいて論を展開し、否定型の文 (denial liar) は矛盾することなく真と確定でき、取り消し型の文 (negation liar) は矛盾することなく偽と確定できるとした。

### 真矛盾主義
グレアム・プリーストを中心とする論理学者らは、嘘つきのパラドックスは真矛盾主義(en:dialetheism)と呼ばれる見方からすると、真であり同時に偽であると見なせるとした。その論理体系では、文は真の場合、偽の場合、両方の場合がある。しかしこのような論理体系では、古典論理の基本原則である ex falso quodlibet、すなわち矛盾からはあらゆる命題が導かれうるという原則が成り立たない。このような論理を「矛盾許容論理」とも呼ぶ。

## 嘘つきのパラドックスの論理構造
嘘つきのパラドックスをよりよく理解するには、より形式的に書いてみればよい。「この文は偽である」を A とする。A は自己言及的であるため、その真理値を限定する条件を式に書くことができる。
ある文 B が偽だとするとき、それを "B = false" と表す。文 B が偽であると述べている文 (C) は、"C = 'B = false'" と表せる。嘘つきのパラドックスを文 A とすると、A は偽なので次のように表せる。
- "A = 'A = false'"

この等式からうまくいけば A = 「この文は偽である」の真理値が得られる。ブール領域では "A = false" は "not A" と等価であり、この等式を解くことは出来ない。これがAの再解釈の動機となっている。この式を解けるようにする最も単純な論理的手法は dealetheism 的手法であり、その場合 A は「真」であり同時に「偽」であると解釈する。他の解決策では、式に何らかの修正を施すことが多い。アーサー・プライアは、この式を "A = 'A = false and A = true'" とすべきだとし、結果としてAは偽になるとした。computational verb logic では、この文を「私は彼が言うのを聞く。彼は私が聞いていないと言う」というような形式に拡張し、パラドックスの解決に verb logic を使用する。

## 類似の定理
算術に関する命題についての真偽判定述語が算術的に定義可能だとすると、嘘つきのパラドックスを引き起こす。
このことから真偽判定述語は算術的に定義不可能であることが導かれる（タルスキの定義不能性定理）。
なお、「この命題は偽である」を「この命題は証明不能である」に置き換えるとゲーデルの不完全性定理となる
。

## 自己言及と自己相似
嘘つきのパラドックスに自己言及が不可欠というわけではない。スティーヴン・ヤブロは自己言及を用いないヤブロのパラドックスを考案した。このパラドックスは無限個の命題を用いるが、自己相似性を有する。